# Roberto Gremmo
Roberto Gremmo (Biella, 22 dicembre 1950) è uno storico, politico e giornalista italiano.

## Biografia
Biellese di nascita, nel 1964, si iscrive, giovanissimo, alla Federazione Giovanile Comunista divenendo quasi subito membro della segreteria provinciale e della Commissione per la storia del PCI biellese, con Pietro Secchia ed altri. 
Nel 1966 si dimette per aderire alla "Lega dei Comunisti marxisti-leninisti d'Italia". Dal gennaio del 1968 all'estate del 1969 pubblica a Biella il mensile La Voce Comunista, unico periodico maoista in Piemonte.
Sin da giovane si dedica all'insegnamento nella scuola primaria. All'inizio degli anni settanta sposa Anna Sartoris.
Attivista politico d'ispirazione maoista, negli anni settanta alterna lo studio delle figure e dei movimenti più rilevanti del comunismo e dell'anarchismo italiano della prima metà del XX secolo all'analisi della storia locale del Piemonte.
Nel 1973 fonda insieme alla moglie Alp, il primo giornale d'ispirazione autonomista e indipendentista piemontese. Dal 1982 è iscritto come giornalista pubblicista all'Ordine dei Giornalisti del Piemonte.

### Attività politica
Portato dalla propria formazione politica ad una completa adesione a gruppi comunisti marxisti-leninisti, alla fine degli anni settanta, contemporaneamente Gremmo inizia a maturare idee autonomiste. Secondo un articolo del 2017, nel 1973 avrebbe rappresentato gli autonomisti piemontesi in un vertice svoltosi a Lovanio, nel quale l'ETA basca sigla un patto di fratellanza con gli indipendentisti valdostani, sardi, con l'IRA irlandese e i patrioti fiamminghi. Quattro anni più tardi fondò il movimento Arnàssita Piemontèisa, che assunse successivamente il nome di Union Piemontèisa.
Nel 1981 iniziò a pubblicare con Marcello Braccini La Fattoria degli Animali, periodico che affrontava i casi di comunisti italiani vittime di persecuzioni staliniste. Da quell'anno fu anche direttore responsabile del periodico di cultura ebraica Ha Merkas-Il Centro. Nel 1985 venne eletto consigliere alla Provincia di Torino e consigliere regionale della Valle d'Aosta. Poco dopo ottenne un seggio anche al consiglio comunale di Santhià, carica da cui successivamente si dimise. Nel 1988 venne eletto alle elezioni regionali della Valle d'Aosta; nel 1989 consigliere comunale a Bussoleno e nel 1990 a Torino.
In occasione delle elezioni politiche del 1987, dal momento che l'allora Lega Lombarda, che aveva accomunato la propria causa alle istanze delle altre ideologie autonomiste settentrionali, non avrebbe rispettato l'accordo di collaborazione paritetica con l'Union Piemontèisa e Liga Veneta, Gremmo ritirò la firma di direttore responsabile di Lombardia Autonomista dissociandosi dalle idee della Lega, che mal si sposavano con le sue posizioni di emancipazione del Piemonte. Gremmo maturò totale scetticismo nei confronti della via padana a cui non riconobbe un fondamento storico.
Ormai isolato, alle elezioni del 1992, pur senza candidarsi direttamente, promosse la presentazione delle liste Lega Alpina Piemont e Lega Alpina Lumbarda.
Nell'autunno del 1992 Gabriele Gremmo, figlio di Roberto, fu eletto nel consiglio provinciale di Mantova per la Lega Alpina Lumbarda e in quello comunale di Varese. Successivamente i Gremmo interruppero la collaborazione con De Paoli, rimasto unico depositario del simbolo.
Gremmo si candidò alle elezioni provinciali di Vercelli nel 2007 con la lista Partito della Montagna per la Valsesia e alle comunali di Pinerolo, come candidato sindaco, con la lista Piemont e Libertà.

### Gli studi sul movimento Bandiera Rossa e sull'anarchismo italiano
Gremmo è stato un prolifico storico locale ed un apprezzato ricercatore della storia dei movimenti anarchici, comunisti e socialisti del Novecento italiano. Si è dedicato agli studi relativi al movimento clandestino Bandiera Rossa, che lo ha condotto a pubblicare più di un volume. Nel suo studio egli analizza l'ipotesi di una responsabilità del movimento relativamente all'attentato di via Rasella, nonché la diffusa comparazione tra Bandiera Rossa e il Partido Obrero de Unificación Marxista (POUM)  del tempo della guerra civile spagnola.
Una peculiarità della sua ricerca storica consiste nella conduzione della stessa attraverso un uso massiccio di documenti frequentemente inediti. In occasione del suo libro sull'anarchico Camillo Berneri (Bombe, soldi e anarchia: l'affare Berneri e la tragedia dei libertari italiani in Spagna), Gremmo suggerì l'ipotesi che ad uccidere Berneri e Barbieri fossero stati degli agenti al soldo di Ángel Galarza Gago, allora ministro degli Interni della Repubblica spagnola.
Nel 2005 pubblica una monografia intitolata Il Processo Moranino in cui descrive attraverso fonti archivistiche giudiziarie le vicende processuali che tra gli anni cinquanta e sessanta coinvolsero l'allora latitante Francesco Moranino, accusato e successivamente condannato per la strage della missione Strasserra del novembre 1944; una sezione del libro, inoltre, è dedicata al coinvolgimento di Moranino nei procedimenti istruttori per l'eccidio dell'ospedale psichiatrico di Vercelli avvenuta nel maggio 1945..

## Opere

### Monografie
- Larzac. I trattori vincono i cannoni, La Comune editori, Vercelli, 1973
- La repubblica di Sala Biellese del febbraio 1896, Ed. del Centro Esperantista, Milano, 1976
- Il ribelle Dolcino nella memoria di classe: una tradizione popolare biellese, Studi Dolciniani, Vercelli, 1977
- Armanach valsusin, soagnà da Roberto Gremmo, Nùmer ùnich, Associassion coltural Arnassita Piemonteisa, s.l. (Biella, Piumatti), 1985, Supplemento di: L'union piemontèisa: periòdich ebdomadari, supplemento al numero 31-05-1978
- Gli ebrei in Piemonte: Moncalvo, Editrice BS, Ivrea, 1978 (?)
- La storia 'd fra Dossin conta an lenga piemonteisa da Robert Gremm, Scartari bieleis, Biella, 1978
- Le donne del diavolo: vicende di religiosità popolare nell'800: la nuova Maria di Cimamulera (Val d'Ossola), l'ex monaca Fracchia dei Franchini (Casalese), l'indemoniata di Briga Novarese, la santa di Sordevolo (Biellese), Editrice Il Punto, Grugliasco, 1978
- L'oppressione culturale italiana in Piemonte, Editrice BS, Ivrea, 1978
- Pietro Secchia. Un comunista scomodo, Editrice BS, Ivrea, 1978
- Storie di antiche comunità: Moncalvo, Ed. Comunità israelitica di Milano, Milano, 1978
- Il ribelle Dolcino nella coscienza socialista. Una tradizione popolare biellese, Istituto di Studi dolciniani, Vercelli, 1980
- Storia della gente di Cossato, Libreria Di Pietro, Cossato, 1980
- 'L bochèt bielèis: sernia 'd prose e poesie 'n lenga piemonteisa / soagnà da Roberto Gremmo; scrit ed Lino Cattaneo ... [et al.], Collezione: Colan-a 'd leteratura nassional piemonteisa, 1, editris BS, Ivreja, 1981
- El vej giargon dij murador piemonteis ant l’emigrassion, s.e. [Boves?], 1982 (?)
- Magia e superstizione fra Biellese e Val d'Aosta nel Seicento, editris BS, Ivreja, 1982
- Robe dl'aotr olam: Poesie 'nt el giargon ebràich-lissandrin - Poesie in giudeo alessandrino di Roberto Testore (1797–1883), editris BS, Ivreja, 1982
- Rinaldo Rigola, una presenza critica nel regime fascista, pref. di E. Vidotto, Ed. Istituto di Studi A.Kuliscioff, Torino, 1983
- La bataja dl'Assieta, Edizioni BS, Ivrea, 1984
- Contro Roma. Storia idee e programmi delle Leghe Autonomiste del Nord, L'Union autonomiste/La Lega alpina, Aosta, 1992
- Sante Caserio: vita, tragedia e mito di un anarchico lombardo, Edizioni ELF, Biella, 1994
- Streghe e magia: episodi di opposizione religiosa popolare sulle Alpi del Seicento, Edizioni ELF, Biella, 1994
- L'ultima Resistenza: le ribellioni partigiane in Piemonte dopo la nascita della Repubblica 1946-1947, Edizioni ELF, Biella, 1995
- Il separatismo in Valsusa: la Missione "Escartons" e il Groupe anciens dauphinois (1945-1946), Edizioni ELF, Biella, 1995
- Il tesoro di frà Dolcino: una tradizione popolare biellese e valsesiana, Edizioni ELF, Biella, 1995
- La Repubblica di Sala Biellese del 1896: dalla rivolta popolare alle lotte di anarchici, socialisti, sindacalisti rivoluzionari e comunisti nei paesi della Serra, Edizioni ELF, Biella, 1996
- I comunisti di Bandiera rossa: l'opposizione rivoluzionaria del Movimento comunista d'Italia, 1944-1947, Edizioni ELF, Biella, 1996
- I partigiani di "Bandiera rossa": il "Movimento comunista d'Italia" nella Resistenza romana, Edizioni ELF, Biella, 1996
- Il nuovo Messia e la Madonna Rossa: Francesco Grignaschi e la rivolta religiosa contadina di metà Ottocento fra Ossola e Monferrato, Storia ribelle, Biella, 1997
- La prima strage di stato: le giornate di sangue di Torino del 21 e 22 settembre 1864, Storia ribelle, Biella, 1999 (ristampa, 2012)
- Gli anarchici che uccisero Umberto I: Gaetano Bresci, il Biondino e i tessitori biellesi di Paterson, Storia ribelle, Biella, 2000
- I contrasti di confine italo-francesi al termine del secondo conflitto mondiale, Bastogi, s.l., 2001 (?)
- Davide Lazzaretti: un delitto di stato, Storia ribelle, Biella, 2002
- Il processo Moranino: tragedie e segreti della resistenza biellese, Storia ribelle, Biella, 2005
- Montanari contro il tricolore: l'insorgenza valdostana del 1853 e l'opposizione popolare a Cavour, Storia ribelle, Biella, 2005
- L'ultima strega: la fattucchiera canavesana uccisa in Valsusa nel 1946, Storia ribelle, Biella, 2006
- Stregoni e malfattori di campagna: i guaritori e malfattori di Cavaglia, Dorzano, Sala, Sandigliano ... , Storia ribelle, Biella, 2006
- Frà Dolcino e San Dolcito: l'enigma dell'eretico ed il mistero delle reliquie, Storia ribelle, Biella, 2007
- La "Piaggio" a Biella: il trasferimento da Pontedera, le azioni dei partigiani e le tragedie della guerra, Storia ribelle, Biella, 2007
- Bombe, soldi e anarchia: l'affare Berneri e la tragedia dei libertari italiani in Spagna, Storia ribelle, Biella, 2008
- Mussolini e il soldo infame. I segreti inconfessabili di un "anarchiste" romagnolo in Francia, Storia Ribelle, Biella, 2008
- I briganti biellesi. Rapinatori, oziosi, disertori, ladri di strada e altri malfattori di meta Ottocento, Storia ribelle, Biella, 2008
- L'ebraismo armato: l'"Irgun Zvai Leumi" e gli attentati antibritannici in Italia (1946-1948), Storia ribelle, Biella, 2009
- Le grandi pietre magiche: residui di paganesimo nella religiosità popolare alpina, 2 ed. ampliata, Storia ribelle, Biella, 2009
- Gli anni amari di Bordiga. Un comunista irriducibile e nemico di Stalin nell'Italia di Mussolini, Storia Ribelle, Biella, 2009
- L'Ebraismo armato. L'"Irgun Zvai Leumi" e gli attentati antibritannici in Italia (1946-1948), Storia Ribelle, Biella, 2009
- Alle spalle di Chanoux : separatisti e autonomisti nella resistenza valdostana, Storia Ribelle, Biella, 2010
- Le "marocchinate", gli Alleati e la guerra ai civili. Le vittime dell'occupazione militare straniera nell'Italia liberata (1943-1947), Storia Ribelle, Biella, 2010
- Il triangolo delle bombe : gli attentati all'Arcivescovado di Milano dal 1919 a piazza Fontana , Storia Ribelle, Biella, 2011
- Controstoria del Vercellese nel Risorgimento. Le campagne piemontesi dell'Ottocento fra guerre, briganti e miseria, Storia Ribelle, Biella, 2013
- Le stragi di Piscina e di Carmagnola del 1799, Storia Ribelle, Biella, 2013
- I trotskisti d'Italia : dall'opposizione a Stalin e Togliatti al "Sessantotto", Storia Ribelle, Biella, 2014
- Il Biellese magico e misterioso. Il "Ròch delle Fate", la valle dell'Elf, i segreti di Urupa pagana e la civiltà perduta di Vittimula, Storia Ribelle, Biella, 2014
- La tragedia di Blasco: Pietro Tresso coi partigiani nella "Montagne Protestante" e nel Meygal, Storia Ribelle, Biella, 2014
- Gli ultimi briganti delle Alpi. I fratelli Baudissard da disertori della "Grande Guerra" a ribelli della montagna, Storia Ribelle, Biella, 2015
- I misteri delle Alpi biellesi. Il prato delle streghe dell'Irogna, la Vègia e i monti sacri di Graja e dell'Urupa pagana, Storia Ribelle, Biella, 2015
- I partigiani alleati dei nazisti: il "Battaglione Davide" dalla Resistenza astigiana alla Risiera di Trieste, Storia Ribelle, Biella, 2015
- Eugenio Curiel dall'esoterismo all'intrigo funesto: l'antroposofia, l'operaismo corporativo e la cospirazione antifascista, Storia Ribelle, Biella, 2016
- Biellese segreto. L'eredità delle civiltà antiche, le credenze magiche e i misteri esoterici, Storia Ribelle, Biella, 2017
- Anteo Zamboni e l'attentato a Mussolini. L'antifascismo anarchico e l'intrigo massonico, Storia Ribelle, Biella, 2017
- La rivolta politica delle campagne. Il Partito dei contadini e l'autonomia del mondo rurale (1919-1968), Storia Ribelle, Biella, 2018
- Rosselli e la "Cagoule". Silenzi e segreti d'un oscuro delitto politico, Storia Ribelle, Biella, 2018
- Fascismo e magia. Occultisti, visionari e gruppi esoterici nell'Italia di Mussolini, Storia Ribelle, Biella, 2019
- Il delitto Codecà: il boia della Valsusa e il misterioso omicidio che nel 1952 fece tremare Torino, Araba Fenice, Boves, 2019
- Valdostani contro Roma: il movimento separatista, la Francia e l'autonomia (1945-1948), Storia Ribelle, Biella, 2019
- I segreti dei paesi biellesi. I misteri esoterici, le leggende, le credenze magiche e l'eredità delle civiltà antiche,  Ieri e oggi, Biella, 2020
- Frà Dolcino dal pensiero al martirio, a cura di Roberto Gremmo, Tip. Aiolfi & Rosso, Vallemosso, s.d.

### Pubblicazioni ed articoli
- Lo sciopero bianco degli operai di Asti nel 1944, l'arresto dei Comunisti internazionalisti e la delazione contro Mario Acquaviva, in "La Storia ribelle", n. 6, 1998
- Nel 1953 il contadinismo piemontese sconfisse la legge truffa, s. e., Biella (?), 2004 (?), estr. da: "Storia ribelle. Rassegna di studi, ricerche e memorie", n. 15, primavera 2004
- Una voce contro le leggi razziali, in "Tribuna novarese", 29 gennaio 2007
- I segreti di via Rasella, in: "Storia ribelle. Rassegna di studi, ricerche e memorie", n. 38, primavera 2014, Edizioni ELF, Biella, 2014
- Una cospirazione per far rinascere la Repubblica Veneta durante la prima guerra mondiale, s.e., s.l, 2015 (?), estr. da: "Storia ribelle. Rassegna di studi, ricerche e memorie", n. 42, inverno 2015-2016
- Il processo ai fascisti che catturarono i partigiani della "Stella Rossa" e Primo Levi ad Arcesaz, in: "Storia ribelle. Rassegna di studi, ricerche e memorie", n. 43, autunno 2016
- L'Italia antifascista, in: "Storia ribelle. Rassegna di studi, ricerche e memorie", n. 40, inverno 2014-2015, Edizioni ELF, Biella, 2015
- Guardie rosse sotto la mole: la speranza rivoluzionaria nell'occupazione delle fabbriche torinesi del 1920, in: "Storia ribelle. Rassegna di studi, ricerche e memorie", n. 53, 2020

### Coautore
- M. Coda, R. Gremmo, Movimento Socialista e lotte operaie nel centro laniero d'Italia: mostra storico-documentaria, Biella 11-25-9-1977. Catalogo del materiale esposto, edito a cura di "Tribuna socialista" mensile del P.S.D.I. di Biella, [1977?]
- A. Bodrero, R. Gremmo, L'oppressione culturale italiana in Piemonte, coll. Federalismo e autonomie, 2, Editrice BS, Ivrea 1978
- A. Corradini, R. Gremmo, L'Ossola vuole l'autonomia regionale, Editrice BS, Ivrea, 1978
- R. Gremmo, R. Marchisotti, L'alluvione in Vallestrona, Tipolitografia M. Besso, Vercelli, 1978
- D. Aoli, R. Gremmo, L'assedi 'd Turin dël 1706 disëgnà da Dino Aloi; contà an lenga piemontèisa da Robert Gremm, edission BS, Biela, 1981
- R. Gremmo, E. Vidotto, Biella e il conte verde, Quaderni del centro studi Anna Kuliscioff, istituto di ricerca e di documentazione affiliato al Club dei club, Club dei club, Torino, 1983
- AA. VV., Padania separatista. In lotta contro Roma, Associazione Gilberto Oneto - Leonardo Facco Editore, Rende, 2020

### Introduzioni, curatela
- C. Nguyen, Anti-Nixon, a cura di R. Gremmo, La Comune Editrice, Vercelli, 1973
- G. Nicolo, Storia di Camburzano, a cura di R. Gremmo, Scartari bieleis, s. l. [Biella], 1977
- D. Ghizzi Ghidorzi, I nemici della società federalista: l'inflazione, pref. di R. Gremmo, coll. Federalismo e autonomie, 3, Editris BS, Ivrea, 1979
- B. Barale, La mela il diavolo e l'esorcista (storia della indemoniata di Boves), pref. di M. Martini, nota storica di R. Gremmo, Primalpe, Boves, 1981, ristampa anastatica, Le Castigliano di Boves ossia sofferenza e pazienza, Tip. editrice vescovile, Mondovì, 1916
- F. Testore, Ròbe dl'aotr'olam: poesie 'nt ël giargon ebraich-lissandrin,  soagnà da P. Diena e R. Gremmo, Editris BS, Ivreja, 1982
- A. Roj, Netro 'l me pais, introdussion ed R. Gremmo, Colan-a 'd letteratura nassional piemonteisa, 5, Editris BS, Ivreja, 1982
- Sota nòstr cel: poesie e pròse piemontèise, a cura di L. Bottino, S. Viviani; pres. di P. Corrà; intr. di R. Gremmo, Editris BS, Ivreja, 1985
- E. Cardona, Donne del vecchio Piemonte, intr. di Roberto Gremmo, Editris BS, Ivreja, 1985, riproduzione dell'ed. Italia industriale artistica, Torino, 1923
- G. Claretta, Di Giaveno, Coazze e Valgioie: cenni storici con annotazioni e documenti inediti, intr. di R. Gremmo, Editris BS, Ivrea, 1986, riproduzione dell'ed. Tip. G. Favole, Torino, 1859
- A. Coppo, Memorie storiche di Chieri, intr. di R. Gremmo, Editris BS, Ivrea, 1986, riproduzione anastatica di Memorie istoriche della città di Chieri, Tipografia Geuna, 1919
- C. E. Patrucco, Dintorni di Pinerolo, intr. di R. Gremmo, Editris BS, Ivreja, 1986
- M. Pipino, Gramatica piemontèisa del medico Maurizio Pipino; introdussion a l'arstampa anastatica ed Roberto Gremmo, Editris BS, Ivrea, 1989, ristampa anastatica dell'ed. di Torino, nella Reale Stamparia, 1883
- P. Maurizio, Proverbi piemontesi del '700 subalpino di Morissi Pipin; intr. di R. Gremmo, Editrice BS, Ivrea, 1991, riproduzione anastatica dell'ed. del 1783